# کیت هوارت (بازیکن فوتبال)
کیت هوارت (انگلیسی: Kate Howarth؛ زادهٔ ۳ ژوئیهٔ ۱۹۹۱) بازیکن فوتبال اهل ایالات متحده آمریکا است.
از باشگاه‌هایی که در آن بازی کرده‌است می‌توان به بوستون بریکرز اشاره کرد.